# Rambynas

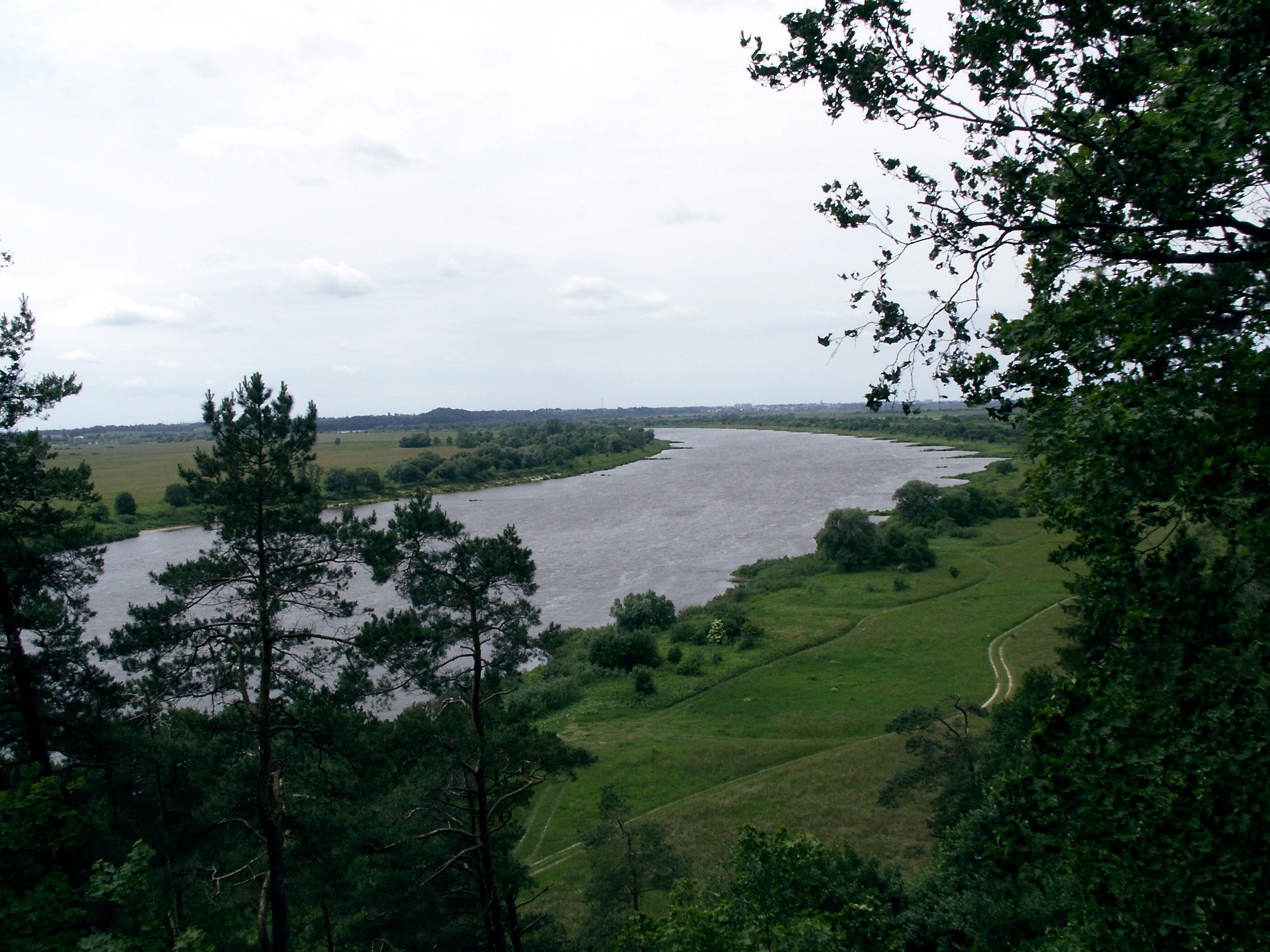
Blick vom Rombinus auf die Memel in Richtung Tilsit

Der Rombinus (litauisch Rambynas oder Rambyno kalnas) ist ein Hügel im heutigen Litauen. Der Hügel befindet sich in der historischen Region Memelland in der bis 1945 deutschen Provinz Ostpreußen. Er war ein kultisch bedeutsamer Hügel der heidnischen Schalauer vor ihrer Christianisierung durch den Deutschen Orden im 13. Jahrhundert. Er liegt in einer Biegung der Memel bei Ragnit (russ. Neman). Von der Memel unterspült, werden mitunter Teile des Hügels abgetragen. Die Höhe beträgt nunmehr knapp 46 Meter. Hier wurden und werden Feste zur Sonnenwende gefeiert.
Der Rombinus spielt eine zentrale Rolle in Johannes Bobrowskis Erzählung Litauische Claviere, die von den Konflikten des Jahres 1936 handelt.
1991 wurden die sterblichen Überreste des 1868 in Jonaten (lit. Jonaičiai) geborenen und 1953 in Detmold verstorbenen preußisch-litauischen Lehrers, Dichters, Philosophen, Humanisten und Theosophen Wilhelm Storost Vydūnas von Detmold nach Bitenen/Bitthenen (lit. Bitėnai) überführt und beigesetzt. Sein Grab liegt nun in unmittelbarer Nähe des Rombinius.